# Сергей Санакоев
Серге́й Па́влович Санако́ев (29 декември 1920 г., Владикавказ – 27 май 2002 г., Владикавказ) - съветски и руски скулптор. Народен артист на РСФСР (1991).

## Биография
Сергей Санакоев е роден в Северна Осетия. Завършва Ленинградския институт по живопис, скулптура и архитектура на името на Иля Репин (работилница на В. Синайски). Работил в Северна Осетия. Член на Съюза на художниците на СССР от 1955 г. Автор на много паметници. Творбите се съхраняват в Художествения музей на Северна Осетия – Алания и в много руски градове.
Умира на 27 май 2002 г. на 82 години. Погребан е на Алеята на славата във Владикавказ.

## Семейство
- Дъщерята на Санакоев, Надежда Сергеевна е учителка по английски език. Средно училище МАОУБ 7. Владикавказ
- Син Коренев, Павел Борисович, съветски (руски) педиатър, детски кардиолог, клиничен фармаколог
- Внучка Коренева, Екатерина Павловна, доцент на Института за култура в Санкт Петербург, член на Съюза на дизайнерите в Санкт Петербург, секретар на секция „Медиен дизайн“

## Основни произведения
- Паметник на седемте братя Газданови
- Паметник на И. А. Плиев
- Надгробен паметник на И. А. Плиев
- Композиция „Екатерина Велика с осетински мисионери“
- Бюст на учения В. И. Абаев
- Паметник на актьора Б. З. Ватаев

## Признание и награди
- Орден на Червеното знаме на труда (11 януари 1971)
- 2 ордена „Знак на честта“ (1980 г., за надгробния паметник на армейски генерал И. А. Плиев; 22 август 1986)
- Народен артист на РСФСР (1991)
- Заслужил артист на РСФСР (1968)
- Заслужил артист на РСФСР (1960)
- Заслужил артист на Северноосетинската автономна съветска социалистическа републикае